# شیروکا نیوا
شیروکا نیوا (به لاتین: Široká Niva) یک منطقهٔ مسکونی در جمهوری چک است که در شهرستان برونتال واقع شده‌است. شیروکا نیوا ۳۷٫۲۶ کیلومتر مربع مساحت و ۵۹۶ نفر جمعیت دارد و ۴۲۵ متر بالاتر از سطح دریا واقع شده‌است.

## نگارخانه

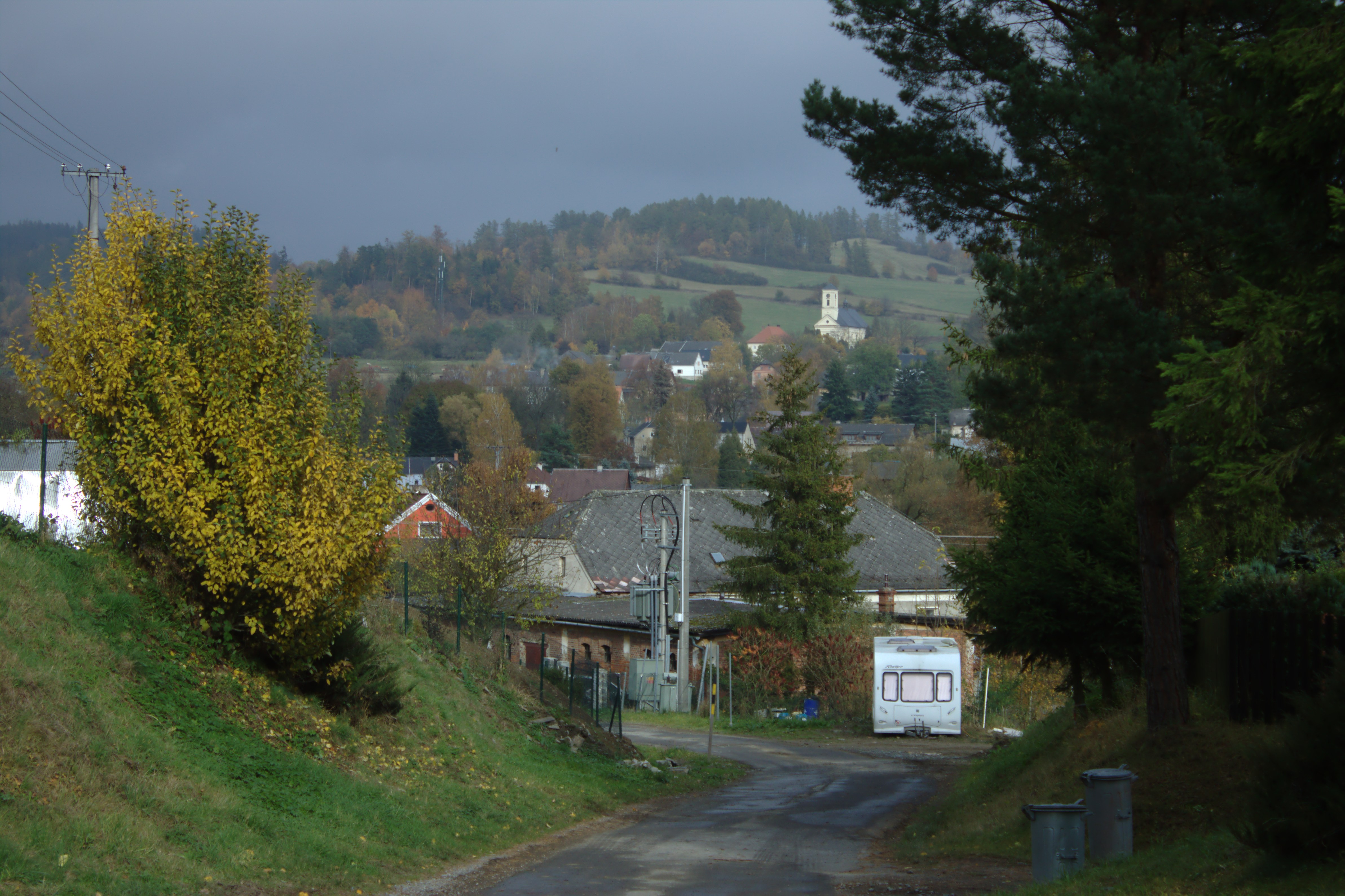
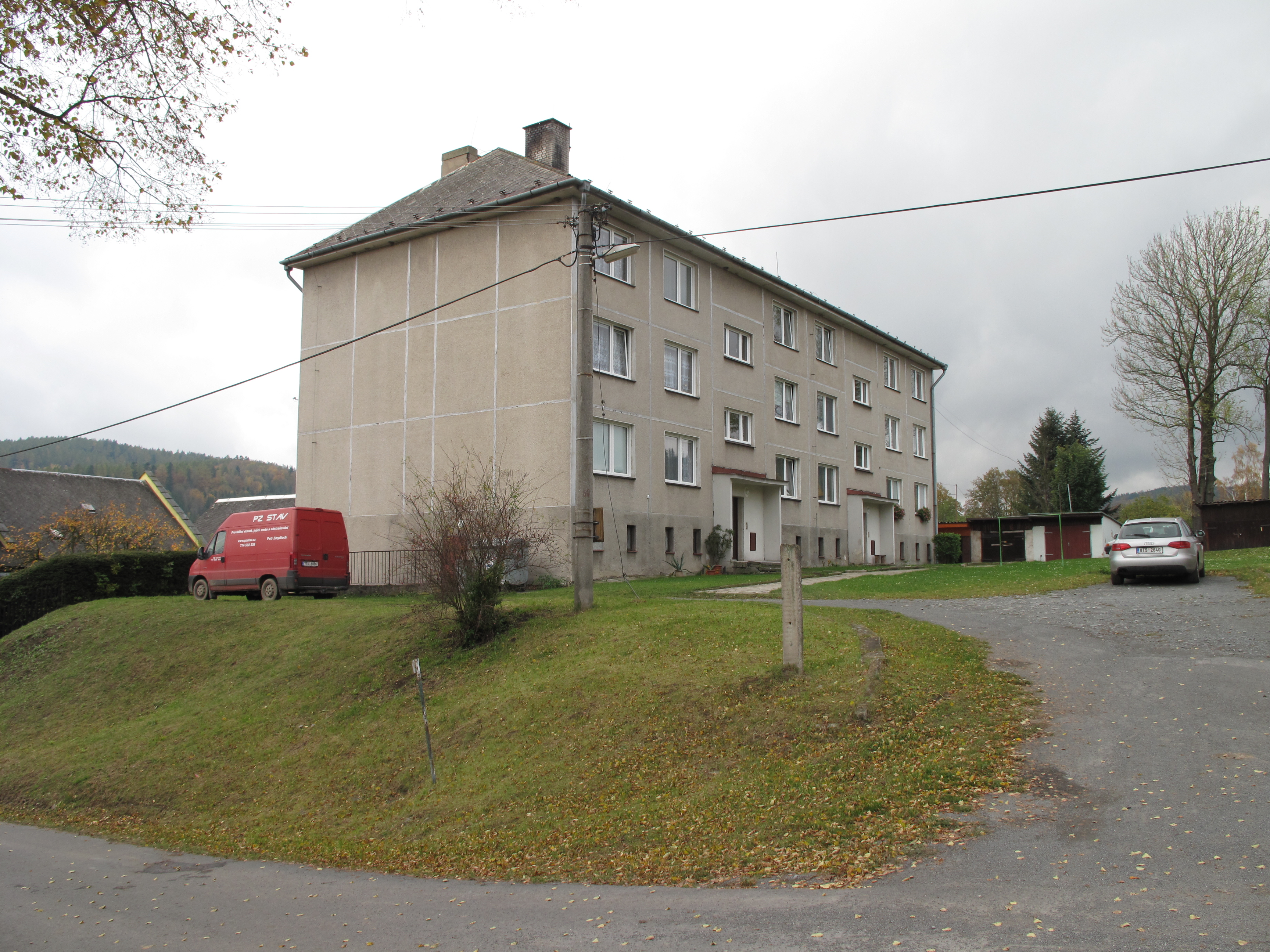
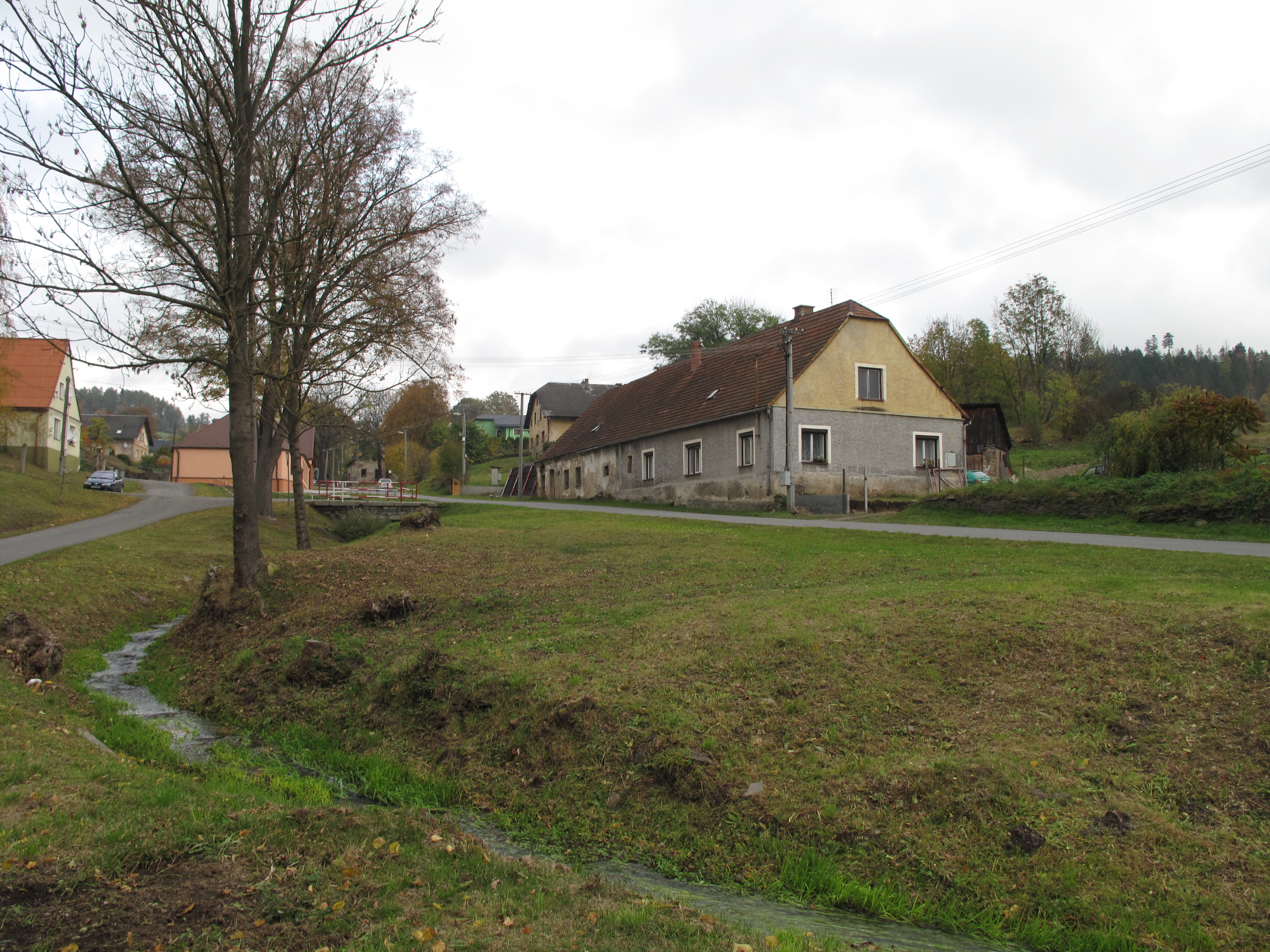